# Maike Wetzel

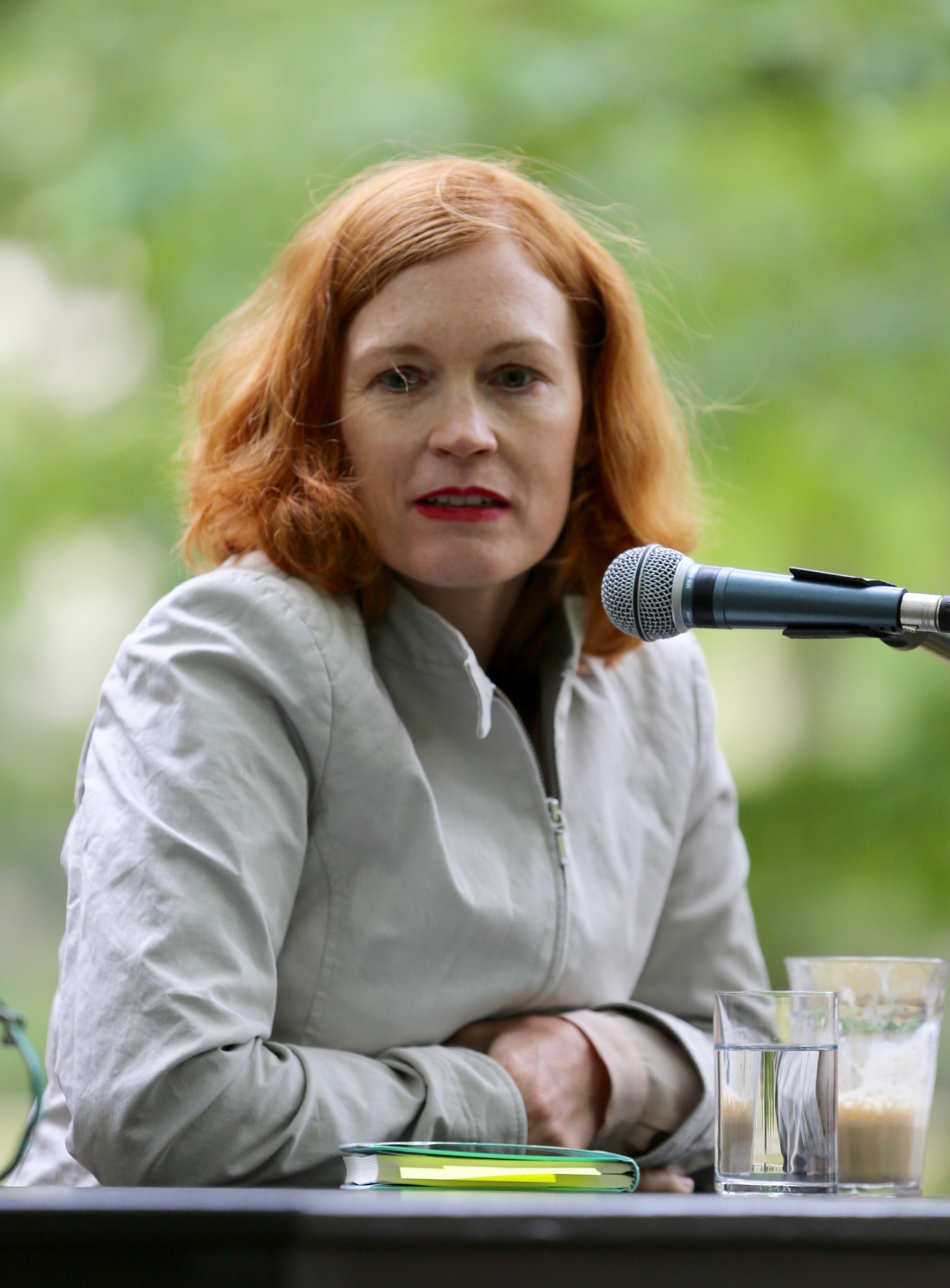
Maike Wetzel beim Erlanger Poetenfest 2018.

Maike Wetzel (* 29. September 1974 in Groß-Gerau) ist eine deutsche Schriftstellerin, Theater- und Drehbuchautorin.

## Leben
Maike Wetzel studierte Regie an der Münchner Filmhochschule sowie mit einem DAAD-Stipendium in Großbritannien und realisierte als Regisseurin und Drehbuchautorin mehrere Kurzfilme und Reportagen.
Neben erzählender Prosa verfasst Maike Wetzel Drehbücher für Kinofilme sowie journalistische Beiträge, u. a. für die „Zeit“ und die „FAZ“. Wetzel war 1993 Preisträgerin vom Treffen Junger Autoren und erhielt u. a. 1997 eine Auszeichnung beim Bettina-von-Arnim-Preis, 1999 den Allegra-Literaturpreis, 2000 den Förderpreis für Literatur des Freistaates Bayern, 2005 ein Stipendium des Auswärtigen Amtes für die Villa Aurora in Los Angeles, 2000 das Aufenthaltsstipendium des Literarischen Colloquiums Berlin und 2006 den Gerhard-Beier-Preis. 2010 war sie Stadtschreiberin eines vom „Deutschen Kulturforum östliches Europa“ gestifteten Projektes in der Kulturhauptstadt 2010 Pécs und führte fünf Monate lang einen Blog, der auch ins Ungarische übersetzt wurde.
Nach zwei Erzählbänden kurz nach der Jahrtausendwende kam 2018 ihr erster Roman heraus. Elly, dem Roman um ein verschwindendes Mädchen und die darüber verzweifelnde Familie. 2019 folgte ein Band mit Erzählungen Entfernte Geliebte, ebenfalls im Verlag Schöffling & Co.
In englischer Übersetzung erschien Elly 2020 bei Scribe Publications (Melbourne/London). Die Übersetzung von Lyn Marven wurde von The Guardian (London) als eins der „ten of the best new books in translation“ gelobt.
Ihre Bücher erschienen in englischer Übersetzung, Elly bei Scribe Publications (UK, USA, Australien/NZ), Long Days beim Verlag Comma Press, Manchester, in der ungarischen Übersetzung von Timea Pénzes als Mámor bei Ab-Art, Bratislava. Elly erschien außerdem in finnischer Übersetzung im Verlag Like (Helsinki). 
Einzelne Geschichten erschienen auf Koreanisch, Französisch, Russisch, Italienisch, Dänisch, Tschechisch, Polnisch und Serbisch.
Der Film Proll! (Regie: Adrian Figueroa) mit einem Drehbuch von Maike Wetzel gewann den Deutschen Wettbewerb der 67. Internationalen Kurzfilmtage Oberhausen.
Außerdem verfasste Maike Wetzel mehrere Theatertexte, die u. a. an den Bühnen Halle, im Prinzregententheater und im Radialsystem in Berlin („Der singende Kopf“, 2018, Opernlibretto) aufgeführt wurden.
Wetzel lebt in Berlin.

## Werke
- Entfernte Geliebte. Erzählungen. Schöffling & Co., Frankfurt am Main 2019. ISBN 978-3-89561-287-9
- Elly. Roman. Schöffling & Co., Frankfurt am Main 2018. ISBN 978-3-89561-286-2
- Lange Tage. Erzählungen. S. Fischer, Frankfurt am Main 2003. ISBN 3-596-16020-0
- Hochzeiten. Erzählungen. S. Fischer, Frankfurt am Main 2000. ISBN 3-596-22398-9
- Schwebende Brücken. Roman. Schöffling & Co., Frankfurt am Main 2023. ISBN 978-3-89561-288-6

### Kurzfilme
- Proll!, 2021 (Drehbuch)
- Norwegen, 2002
- Hochzeiten, 2000
- Slawutich/Tschernobyl, ARD-Weltspiegelbeitrag, 1999
- Stranded, 1998
- Marcus-Penelope, 1995

## Auszeichnungen
- Kurzfilm PROLL! 1. Preis deutscher Wettbewerb bei Internationalen Kurzfilmtagen Oberhausen (2021), Lobende Erwähnung bester mittellanger Film beim 17. achtung berlin Filmfestival (2021)
- Elly longlisted für CWA (Crime Writer’s Association) Dagger Award for Crime Fiction in Translation (2021)
- Digitale Literaturresidenz im Hôtel des Autrices, Berlin (2021)
- 2017: Robert-Gernhardt-Preis für ihr Romanprojekt Elly
- Martha-Saalfeld-Förderpreis des Landes Rheinland-Pfalz (2016)
- Writer-in-residence 2014 des Goethe-Instituts/Auswärtiges Amt, Wellington in Neuseeland
- nominiert für den Drehbuchförderpreis Münster.Land (2011)
- Stadtschreiber-Stipendium für Fünfkirchen/Pécs des Deutschen Kulturforums östliches Europa (2010)
- writer in residence des DAAD in Liverpool und Lancaster (2009)
- Alfred-Döblin-Stipendium der Akademie der Künste Berlin (2008)
- Bordeaux-Stipendium des Hessischen Literaturrats (2008)
- Stipendium der Stiftung Preußische Seehandlung (2007)
- Stipendium des Baltic Ring für Hald Hovedgaard, Viborg/Dänemark (2007)
- Gerhard-Beier-Preis (2006)
- Stipendium der Akademie der Künste in Berlin für die Villa Serpentara (2006)
- Stipendium des Auswärtigen Amtes für die Villa Aurora, Los Angeles (2005)
- Aufenthaltsstipendium des Kunst-Raum, Sylt (2004)
- Stipendium der Stiftung Kulturfonds (2003)
- Autorenstipendium des Berliner Senats (2001)
- Bayerischer Staatsförderpreis für Literatur (2000)
- Aufenthaltsstipendium des Literarischen Colloquiums Berlin (2000)
- Allegra-Wettbewerb 1. Platz (2000)
- Drehbuchpreis der Bayerischen Theaterakademie (2000)
- Klagenfurter Literaturkurs beim Ingeborg-Bachmann-Wettbewerb (1998)
- Bettina-von-Arnim-Wettbewerb (1997)
- Stockstädter Literaturpreis (1997, 1998, 1999, 2015)
- Junges Literaturforum Hessen-Thüringen des Ministeriums für Wissenschaft und Kunst (1995)